# Bapsko Polje
Bapsko Polje (izvirno srbsko Бапско Поље) je naselje v Srbiji, ki upravno spada pod Občino Kraljevo; slednja pa je del Raškega upravnega okraja.

## Demografija
V naselju, katerega izvirno (srbsko-cirilično) ime je Бапско Поље, živi 213 polnoletnih prebivalcev, pri čemer je njihova povprečna starost 43,9 let (43,3 pri moških in 44,5 pri ženskah). Naselje ima 88 gospodinjstev, pri čemer je povprečno število članov na gospodinjstvo 2,95.
To naselje je, glede na rezultate popisa iz leta 2002, večinoma srbsko, a v času zadnjih treh popisov je opazno zmanjšanje števila prebivalcev.
|  |

| Demografija | Demografija     | Demografija     |
| Leto        | Št. prebivalcev | Št. prebivalcev |
| ----------- | --------------- | --------------- |
|             |                 |                 |
|             |                 |                 |
|             |                 |                 |
|             |                 |                 |
| 1948        | 239             |                 |
| 1953        | 227             |                 |
| 1961        | 248             |                 |
| 1971        | 259             |                 |
| 1981        | 282             |                 |
| 1991        | 275             | 263             |
| 2002        | 269             | 260             |
|             |                 |                 |

| Etnična sestava po popisu iz leta 2002 | Etnična sestava po popisu iz leta 2002 | Etnična sestava po popisu iz leta 2002 | Etnična sestava po popisu iz leta 2002 | Etnična sestava po popisu iz leta 2002 |
| -------------------------------------- | -------------------------------------- | -------------------------------------- | -------------------------------------- | -------------------------------------- |
| Srbi                                   | Srbi                                   |                                        | 259                                    | 99,61%                                 |
| Rusi                                   | Rusi                                   |                                        | 1                                      | 0,38%                                  |
| Neznano                                | Neznano                                |                                        | 0                                      | 0,0%                                   |